# هولوبلانكتون

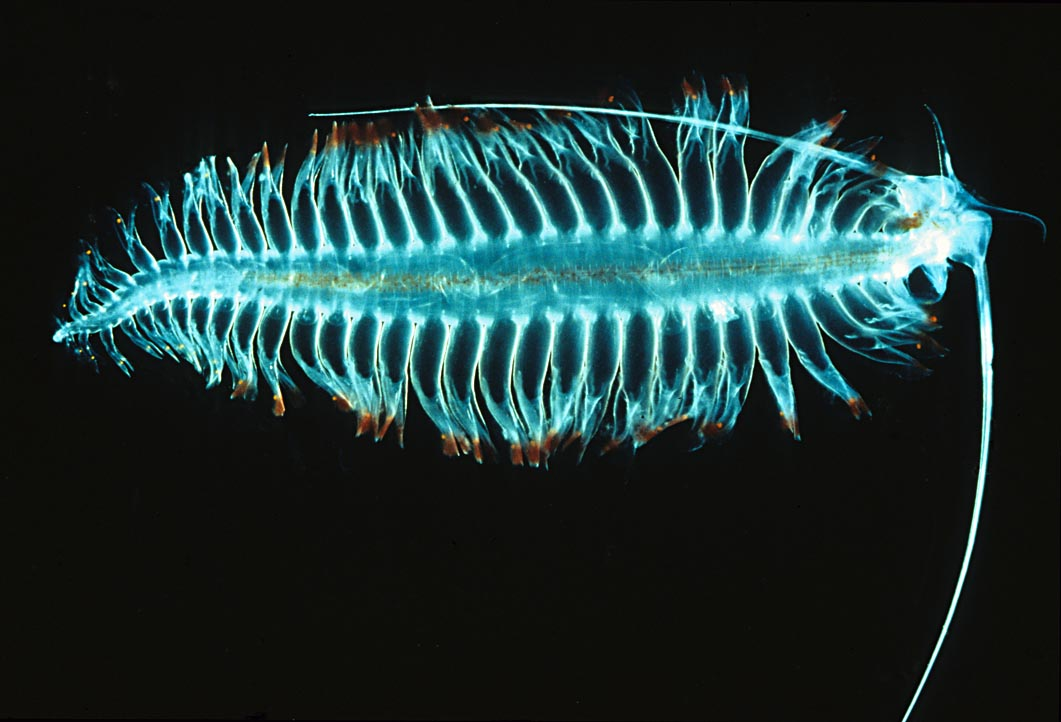
دودة هولوبلانكتية متعددة الألوان

هولوبلانكتون هي كائنات حية عوالق (تعيش في عمود الماء ولا يمكنها السباحة عكس التيار) طوال دورة حياتها. يمكن مقارنة هولوبلانكتون بالعوالق المائية ، وهي كائنات عوالق تقضي جزءًا من دورة حياتها في المنطقة القاعية. تتضمن أمثلة العوالق المؤقتة مثل الدياتوم، والشعوعيات، وبعض السوطيات، والمثقبات، ومزدوجات الأرجل، والكريل، ومجدافيات الأرجل، بالإضافة إلى بعض أنواع رخويات بطنيات الأقدام. تعيش عوالق هولوبلانكتون في المنطقة السطحية على عكس المنطقة القاعية. تشمل عوالق هولوبلانكتون كلاً من العوالق النباتية والعوالق الحيوانية وتختلف في الحجم. العوالق الأكثر شيوعًا هي الطلائعيات.

## التكاثر
تمتلك هولوبلانكتون سمات فريدة تجعل التكاثر في عمود الماء ممكنًا. يستخدم كل من التكاثر الجنسي واللاجنسي اعتمادًا على نوع العوالق. تطلق بعض الهائمات اللافقارية الحيوانات المنوية في عمود الماء والتي تلتقطها الإناث بعد ذلك للتخصيب. تطلق الأنواع الأخرى كلًا من الحيوانات المنوية والبويضات لزيادة احتمالية الإخصاب. يمكن أن تؤدي جميع الإشارات البيئية أو الميكانيكية أو الكيميائية إلى حدوث هذا الإطلاق.
الدياتومات هي عوالق نباتية أحادية الخلية يمكن أن تحدث كأفراد أو كسلاسل طويلة. يمكنهم التكاثر الجنسي واللاجنسي. تعتبر الدياتومات من منتجي الأكسجين المهمين وعادة ما تكون الخطوة الأولى في السلسلة الغذائية.

## الدفاعات
نظرًا لصغر حجمها وقدراتها البطيئة في السباحة، فقد أجرت العوالق الهائمة بعض التعديلات المتخصصة وفي بعض الحالات تكون مجهزة بدفاعات خاصة. تشمل عمليات التكيف للأجسام المسطحة، والعمود الفقري الجانبي، وقطرات الزيت، والعوامات المليئة بالغازات، والأغماد المصنوعة من مواد تشبه الهلام، واستبدال الأيونات. تكيفت العوالق الحيوانية من خلال تطوير أجسام شفافة، وألوان زاهية. عندما تطلق الحيوانات المفترسة مادة كيميائية في الماء للإشارة إلى العوالق الحيوانية ؛ يسمح داء العوالق الحلقي للعوالق بزيادة العمود الفقري والدروع الواقية. أظهرت الدراسات أنه على الرغم من صغر حجمها، إلا أن بعض العوالق الحيوانية الجيلاتينية غنية بالبروتينات والدهون. "يبدو أن العديد من العوالق الهولوبلانكتونية لديها آليات دفاع مرئية قليلة جدًا؛ لذلك، يُفترض أن الدفاع الكيميائي قد يكون ممكنًا. تحتوي الكائنات المجوفة (قنديل البحر والأنواع ذات الصلة) على أكياس نيماتوسية على مخالبها تقذف خيطًا مجهرًا ملفوفًا بسرعة كبيرة. تخترق هذه الخيوط سطح هدفهم وإطلاق سلسلة من السموم المعقدة والمتقدمة بيولوجيًا. يمكن أن تكون لسعاتهم خطيرة للغاية، ويرجع ذلك جزئيًا إلى عدد الأجهزة الحيوية المتأثرة.

## العوالق الجنسية
- مجذافيات الأرجل

## أنظر ايضاً
- عوالق
- عوالق مؤقتة